# Municipio de Montpelier (Dakota del Sur)
El municipio de Montpelier (en inglés: Montpelier Township) es un municipio ubicado en el condado de Edmunds en el estado estadounidense de Dakota del Sur. En el año 2010 tenía una población de 43 habitantes y una densidad poblacional de 0,46 personas por km².

## Geografía
El municipio de Montpelier se encuentra ubicado en las coordenadas 45°22′58″N 99°16′2″O / 45.38278, -99.26722. Según la Oficina del Censo de los Estados Unidos, el municipio tiene una superficie total de 93.45 km², de la cual 90,16 km² corresponden a tierra firme y (3,53 %) 3,29 km² es agua.

## Demografía
Según el censo de 2010, había 43 personas residiendo en el municipio de Montpelier. La densidad de población era de 0,46 hab./km². De los 43 habitantes, el municipio de Montpelier estaba compuesto por el 93,02 % blancos, el 2,33 % eran asiáticos y el 4,65 % eran de una mezcla de razas. Del total de la población el 0 % eran hispanos o latinos de cualquier raza.